# Agelasticus
Az Agelasticus a madarak osztályának verébalakúak (Passeriformes) rendjébe és a csirögefélék (Icteridae) családjába tartozó nem.

## Rendszerezésük
A nemet Jean Cabanis írta le 1851-ben, jelenleg az alábbi 3 faj tartozik ide:
- sárgaszárnyú feketecsiröge (Agelasticus thilius)
- fakószemű feketecsiröge (Agelasticus xanthophthalmus)
- egyszínű feketecsiröge (Agelasticus cyanopus)

## Előfordulásuk
Dél-Amerika területén honosak. A természetes élőhelyük édesvizű folyók, patakok és mocsarak környéke.

## Megjelenésük
Testhosszuk 18-21 centiméter közötti. A hímek tollazata fekete, a tojóké barna és sárga.

## Életmódjuk
Ízeltlábúakkal és magvakkal táplálkoznak.